# Autofac
Autofac è un racconto di fantascienza del 1955 di Philip K. Dick che tratta il tema delle macchine autoreplicanti.

## La storia
È ambientato alcuni anni dopo una guerra mondiale apocalittica che ha devastato le civiltà della Terra: è rimasta in funzione solo una rete di robot insensibili, gli autofacs, destinata alla fornitura di beni per i sopravvissuti umani. Una volta che l'umanità si è ripresa abbastanza da voler iniziare la ricostruzione, si attiva per spegnere gli autofacs in quanto essi monopolizzano le risorse del pianeta. Ma la capacità di controllare gli autofacs è andata perduta durante la guerra, lasciando il futuro dell'umanità e del pianeta in balia del sistema che può accentrare ogni risorsa per produrre ciò che le macchine percepiscono come necessario.
La storia descrive i sopravvissuti costretti a rubare ciò di cui hanno bisogno mentre cercano il modo per riprendere il controllo della produzione nelle loro mani.
Una storia molto simile, Il prezzo della pace (The Waging of Peace), è stata pubblicata nel 1959 da Frederik Pohl.
Dal racconto è stato realizzato un episodio della serie televisiva antologica Philip K. Dick's Electric Dreams, diretto da Peter Horton e scritto da Travis Beacham. L'episodio è interpretato da Janelle Monáe, Juno Temple e David Lyons.